# Jorge Sahade
Jorge Sahade est un astrophysicien argentin, président de l'Union astronomique internationale de 1985 à 1988.

## Biographie
L'astéroïde (2605) Sahade a été nommé en son honneur.